# Pseudhemithea exomila
Pseudhemithea exomila là một loài bướm đêm trong họ Geometridae.